# Glengarry Glen Ross
Glengarry Glen Ross er et skuespil fra 1983 af den amerikanske dramatiker David Mamet.

## Handlingen
Stykket foregår over to dage, og handler om fire desperate sælgere, der alle er villige til at bruge både uetiske og ulovlige metoder, fra eftersnak og løgn til trusler og indbrud, for at sælge uattraktive byggegrunde til uvillige, men potentielle købere.

### Første akt
Første akt foregår i en kinsesisk restaurant.
I første scene prøver den aldrende sælger Levene at overbevise sin foresatte Williamson om at han stadig har det der skal til for at være en dygtig sælger. Kontoret har fået en liste med navne ind på nye potentielle købere, såkaldte emner, og Levene er desperat for at få adgang til de nye emner. Men Williamson er urokkelig. Kontorets regler er at kun succesfulde sælgere får adgang til emnerne, og det er længe siden Levene har kunnet sælge. Først da Levene tilbyder Williamson procenter af sit salg og et kontantbeløb per emne giver han sig, men da det viser sig at Levene ikke har pengene på sig trækker Williamson tilbuddet tilbage og efterlader ham med et emne, der er så godt som umuligt at lave et salg på.
I anden scene sidder de to sælgere Aaronow og Moss ved et bord i restauranten. Moss er utilfreds med det han betragter som åbenlyst urimelige vilkår for deres arbejde. Han brokker sig højlydt og Aaronow prøver at bakke op om hans brok, så godt han kan. Langsomt drejer Moss samtalen ind på at nogen burde bryde ind på kontoret, stjæle de nye emner og sælge dem til konkurrenten. Og at den "nogen" burde være Aaronow. Moss har allerede lavet en forhåndaftale med konkurrenten om en pris og en efterfølgende ansættelse på fordelagtige vilkår. Han tør dog ikke selv lave indbruddet, da han mener han i forvejen har brokket sig for meget og derfor vil være den, der først bliver mistænkt. Aaronow prøver at undslå sig, men scenen slutter uden der er kommet et endeligt svar fra Aaronow til Moss.
I tredje scene sidder sælgeren Roma med en potentiel kunde, Lingk. Uden at komme direkte ind på sit ærinde, at sælge byggegrunde, opbygger han et tillidsforhold til Lingk ved at tale om alt og ingenting, meningen med livet, selvrealisering, sex og lykke. Lingk lytter opmærksomt og da Roma føler han er hvor han vil have ham præsenterer han ham henkastet for salgsopstillinger for byggegrunde i Florida.

### Anden akt
Anden akt foregår på ejendomsmæglerkontoret.
I løbet af natten har der været indbrud på kontoret. Det ser ud til at være et insiderjob, da tyvene bl.a. har stjålet emnerne og det er op til Williamson og betjenten Baylen at få opklaret hvem der har gjort det. En efter en bliver sælgerne hevet ind til Baylen til afhøring, mens Williamson fortæller at cheferne fra hovedkontoret er på vej. Mens Moss som den første er til afhøring kommer Roma ind på kontoret. Han vil have opklaret om checken fra salget af byggegrunde til Lingk dagen før også er stjålet, men Williamson forsikrer ham om at den blev afleveret i banken aftenen forinden. Dernæst kommer Levene ind. Han er oppe at køre, da det er lykkedes ham at afslutte et stort salg på de dårlige emner han fik på restauranten. Væk er ydmygheden fra aftenen forinden og han tér sig i stedet som en verdensmand og fortæller om salget til alle der gider høre på ham. I periferien sniger Aaronow sig rundt og prøver på at være usynlig. Da Moss kommer ud fra afhøring i baglokalet er han rasende og han skælder ud på alt og alle indtil han smækker med døren og skrider. Derpå bliver Aaronow hevet ind til afhøring. Mens Aaronow er til afhøring dukker Lingk op på kontoret. Han har af sin kone fået besked på at annullere handlen, der blev indgået med Roma. Men Roma når lige at se Lingk ud af vinduet før han ankommer og aftaler et spil med Levene, hvor denne skal udgive sig for at være en vigtig kunde, der skal i lufthavnen. Sammen får Levene og Roma forvirret Lingk så meget at han glemmer at få annulleret handlen, men på det afgørende tidspunkt kommer Aaronow rasende ud fra afhøring og Williamson bryder Levenes dækhistorie ved at sende ham med Baylen ind som den næste. I et forsøg på at rette op på skaden siger Williamson alt det forkerte til Lingk, og får ham til alligevel at annullere salget. Det pisser Roma af, men han kan ikke gøre noget ved det, da han skal ind til Bayelen. I stedet kommer Levene ud. Han fortsætter Romas nedgørelse af Wiliamson, men kommer til at tale over sig og afslører dermed at det var ham, der brød ind på kontoret. Det afgørende punkt er at Lingks kontrakt og check i virkeligheden aldrig er blevet afleveret til banken, men blev stjålet fra Williamsons skrivebord sammen med emnerne, og kun Levene og Williamson ved dette. For at føje spot til skade afslører Williamson overfor Levene at det salg han lukkede tidligere på dagen ikke vil holde, da køberne er notorisk kendte for at skrive under på hvad som helst, selvom de ingen penge har. Derpå sendes Levene tilbage til en uddybende samtale med Baylen.

## Baggrund
Stykket er delvis inspireret af Mamets egne erfaringer som ejendomsmægler i Chicago i slutningen af tresserne.
Titlen er en sammentrækning af navnene på to udstykningsområder, Glengarry Highlands og Glen Ross Farms, som sælgerne i stykket forsøger at sælge til modvillige klienter.

## Urpremiere
Urpremieren på Glengarry Glen Ross var den 21. september 1983 på Cottesloe Auditorium, der er en del af Royal National Theatre i London. Forestillingen var instrueret af Bill Bryden.
Rollebesætningen:
- Derek Newark i rollen som Shelley Levene
- Karl Johnson i rollen som John Williamson
- Trevor Ray i rollen som Dave Moss
- James Grant i rollen som George Aaronow
- Jack Shepherd i rollen som Richard Roma
- Tony Haygarth i rollen som James Lingk
- John Tams i rollen som Baylen

## Danske opsætninger
Danmarkspremieren på Glengarry Glen Ross var den 28. september 1985 på Betty Nansen Teatret i København. Forestillingen var instrueret af Morten Grunwald. Skuespillet var oversat af Niels Barfoed.
Rollebesætningen:
- Peter Schrøder i rollen som Shelley Levene
- Ulf Pilgaard i rollen som John Williamson
- Ove Sprogøe i rollen som Dave Moss
- Lars Lunøe i rollen som George Aaronow
- Søren Sætter-Lassen i rollen som Richard Roma
- Søren Østergaard i rollen som James Lingk
- John Lambreth i rollen som Baylen

Den 3. april 2009 havde Glengarry Glen Ross premiere på teatret Svalegangen i Århus, som en co-produktion mellem teatret Svalegangen og teatergruppen Von Baden. Forestillingen var instrueret af Morten Lundgaard. Skuespillet var oversat af Frederik Meldal Nørgaard.
Rollebesætningen:
- Claus Bue i rollen som Shelley Levene
- Henrik Vestergaard i rollen som John Williamson
- Anders Brink Madsen i rollen som Dave Moss
- Uffe Kristensen i rollen som George Aaronow
- Frederik Meldal Nørgaard i rollen som Richard Roma
- Mikkel Bay Mortensen i rollen som James Lingk

## Filmatisering
Glengarry Glen Ross blev filmatiseret i 1992. Filmen er instrueret af James Foley, og David Mamet skrev manuskriptet på baggrund af sit eget skuespil.
Rollebesætning:
- Jack Lemmon i rollen som Shelley Levene
- Kevin Spacey i rollen som John Williamson
- Ed Harris i rollen som Dave Moss
- Alan Arkin i rollen som George Aaronow
- Al Pacino i rollen som Richard Roma
- Jonathan Pryce i rollen som James Lingk
- Jude Ciccolella i rollen som Baylen
- Alec Baldwin i rollen som Blake

## Priser og nomineringer
- 1983 Laurence Olivier Award for Bedste nye skuespil
- 1984 Pulitzerprisen for Bedste dramatik